# کریستیان یانی
کریستیان یانی (استونیایی: Kristian Jaani؛ زادهٔ ۱۱ دسامبر ۱۹۷۶) سیاست‌مدار و افسر عالی‌رتبه سابق اهل استونی است.
وی در ژانویه ۲۰۲۱ به‌عنوان وزیر کشور استونی انتخاب شد.